# Natalie Kingston
Natalie Kingston (ur. 1905 w Vallejo, zm. 1991 w West Hills) – amerykańska aktorka i tancerka.

## Życiorys
Karierę zaczynała jako tancerka występująca z grupą Fanchon i Marco. Pracę w przemyśle filmowym zaczęła, grając w produkcjach Macka Sennetta. W 1927 r. otrzymała wyróżnienie WAMPAS Baby Stars. W kolejnym roku zagrała swoją najbardziej pamiętną rolę – ukochaną tytułowego bohatera w serialu Tarzan the Mighty oraz (w 1929 r.) w kolejnym serialu o tym samym bohaterze – Tarzan, the Tiger. Jednak jej kariera zaczęła stopniowo zamierać, ostatecznie zakończyła się wraz z dominacją filmów dźwiękowych.

## Filmografia
- The Daredevil (1923)
- Yukon Lake (1924)
- All Night Long (1924)
- The Reel Virginian (1924)
- Feet of Mud (1924)
- Romeo i Julia (1924)
- His Marriage Wow (1925)
- Plain Clothes (1925)
- Framed (1925)
- Lucky Stars (1925)
- Don't Tell Dad (1925)
- Remember When? (1925)
- Wet Paint (1926)
- Lost at Sea  (1926)
- Trzy noce Don Juana  (1926)
- Kid Boots  (1926)
- Niemy kochanek (1926)
- Gooseland  (1926)
- Soldier Man  (1926)
- Noc miłości  (1927)
- Love Makes 'Em Wild (1927)
- Długie spodnie (1927)
- His First Flame (1927)
- Lost at the Front (1927)
- Figures Don't Lie (1927)
- The Harvester (1927)
- A kochanek miał sto (1928)
- The Port of Missing Girls (1928)
- Street Angel (1928)
- Tarzan the Mighty (1928)
- Painted Post (1928)
- River of Romance (1929)
- Pirates of Panama (1929)
- Hold Your Man (1929)
- Tarzan the Tiger (1929)
- Her Wedding Night (1930)
- The Swellhead (1930)
- Under Texas Skies (1930)
- The Chumps (1930)
- Doctor's Orders (1931)
- His Private Secretary (1933)
- Only Yesterday (1933)
- Forgotten (1933)[3].